# جمعية كشافة سنغافورة
جمعية سنغافورة الكشفية هي المنظمة الكشفية الوطنية في سنغافورة وتعتبر من أقدم حركات الشباب في سنغافورة فلقد تأسست عام 1910 وانضمت في نفس العام إلى المنظمة العالمية للحركة الكشفية. يبلغ عدد أعضاء الجمعية حوالي 10,292 عضو.

## روابط خارجية
- الموقع الرسمي